# هيو بارتليت
هيو بارتليت (7 أكتوبر 1914 في الهند - 28 يونيو 1988) (بالإنجليزية: Hugh Bartlett)‏ هو لاعب كريكت بريطاني (وحمل سابقاً جنسية المملكة المتحدة لبريطانيا العظمى وأيرلندا). لعب مع نادي مقاطعة سري للكريكت ‏ ونادي مقاطعة ساسكس للكركيت ‏ ونادي مارليبون للكريكت ‏ ونادي جامعة كامبريدج للكريكيت ‏.

## وصلات خارجية
- هيو بارتليت على موقع إي آس بي آن كريك إنفو (الإنجليزية)